# Silvanoprus scuticollis
Silvanoprus scuticollis é uma espécie de insetos coleópteros polífagos pertencente à família Silvanidae.
A autoridade científica da espécie é Walker, tendo sido descrita no ano de 1859.
Trata-se de uma espécie presente no território português.